# Prix Empereur-Maximilien
 (février 2023).
Le contenu est difficilement compréhensible vu les erreurs de traduction, qui sont peut-être dues à l'utilisation d'un logiciel de traduction automatique.
Le prix Empereur-Maximilien (en allemand : Kaiser-Maximilian-Preis), depuis 2018 prix Empereur-Maximilien 2019 en reconnaissance de mérites européens au niveau régional et local, est un prix européen pour la politique régionale et locale décerné par le Land du Tyrol et la ville d'Innsbruck.

## Histoire
En 1997, Alois Lugger, maire d'Innsbruck et président du parlement régional tyrolien de nombreuses années durant, fêtait son 85e anniversaire. Ce fut en reconnaissance de ses mérites européens que le Land de Tyrol et la Ville d'Innsbruck décidèrent alors de créer le prix Empereur Maximilien, prix européen pour la politique régionale et locale décerné par le Land de Tyrol et la Ville d'Innsbruck.

## Réforme
Dans le cadre des préparatifs pour 2019, année commémorative de l'empereur Maximilien, le Land de Tyrol et la Ville d'Innsbruck ont voulu donner une orientation nouvelle au prix du même nom.
Le prix distinguera désormais des projets hors du commun, portés par des personnalités, institutions ou organisations et susceptibles de conférer une valeur ajoutée européenne à l'action régionale et/ou locale. Les candidats doivent être dignes de confiance et en mesure de mettre en œuvre et de mener à terme leur projet.

## Critères de soumission
Une attention particulière sera accordée aux projets qui se distinguent par leur ambition claire de contribuer à la compréhension mutuelle et au rapprochement entre Européens, à la coexistence paisible en Europe et à la cohésion européenne. Les efforts ainsi déployés doivent avoir un rapport avec le niveau régional et local. Les projets soumis doivent fournir l'occasion d'en tirer des enseignements exemplaires et susceptibles d'être appliqués comme meilleures pratiques à d'autres communes et régions. Une grande visibilité assurée à l'idée européenne doit permettre de renforcer cette idée auprès des citoyennes et citoyens impliqués. Un projet soumis ne peut avoir pour but l'obtention d'un gain ou d'un quelconque avantage pécuniaire et doit être conforme aux dispositions légales et aux principes généraux du droit européen. Les projets déposés doivent afficher un caractère innovant, suivre des approches ou des méthodes d'organisation nouvelles et comporter une évaluation des incidences ou évolutions respectives par rapport aux objectifs poursuivis ou aux résultats escomptés. Une place déterminante reviendra aux multiples aspects de l'intégration européenne. L’impact du projet, sa durabilité, sa créativité ainsi que son souci d'amener de nouveaux groupes cibles à développer un volontarisme européen propre seront autant de critères décisifs. Le dépôt des projets se fera exclusivement en ligne sur la plateforme de candidature intégrée au site Internet. La soumission devra impérativement intervenir pendant la période d'appel à candidatures. Les langues admises pour la présentation des projets seront le français, l'allemand et l'anglais.

## Prix et cérémonie de remise
Le prix se compose d'un diplôme, d'une médaille (réplique d'un thaler de 1509 à l'effigie de l'empereur Maximilien Ier) et d'un prix en espèces de 10.000 euros. Le montant est affecté au projet lauréat. Toutes les manifestations en rapport avec le prix se tiendront - sous réserve de changements imprévus - le 8 mai 2019 à Innsbruck (Autriche).

## Lauréats
- 1998 : Jordi Pujol
- 1999 : Josef Hofmann
- 2000 : Luc Van den Brande
- 2001 : Josephine Farrington
- 2002 : Erwin Teufel und Heinrich Hoffschulte
- 2003 : Alain Chénard
- 2004 : Elisabeth Gateau
- 2005 : Jan Olbrycht
- 2006 : non attribué
- 2007 : Michael Häupl und Graham Meadows
- 2008 : Dora Bakoyannis
- 2009 : Giovanni Di Stasi
- 2010 : Halvdan Skard
- 2011 : Danuta Hübner
- 2012 : Keith Whitmore
- 2013 : Karl-Heinz Lambertz
- 2014 : Herwig van Staa
- 2015 : Mercedes Bresso
- 2016 : Anders Knape
- 2017 : Nicola Sturgeon
- 2019 : Projet Rückenwind - Solidarity with the forgotten corners
- 2021 : #EUROPAgegenCovid19 / #EUmythbusters (Nana Walzer, Daniel Gerer)[6],[7]